# Hazleton (Indiana)
Hazleton és una població dels Estats Units a l'estat d'Indiana. Segons el cens del 2000 tenia 288 habitants.

## Demografia
Segons el cens del 2000, Hazleton tenia 288 habitants, 108 habitatges, i 84 famílies. La densitat de població era de 327,1 habitants/km².
Dels 108 habitatges en un 24,1% hi vivien nens de menys de 18 anys, en un 60,2% hi vivien parelles casades, en un 13,9% dones solteres, i en un 22,2% no eren unitats familiars. En el 20,4% dels habitatges hi vivien persones soles el 6,5% de les quals corresponia a persones de 65 anys o més que vivien soles. El nombre mitjà de persones vivint en cada habitatge era de 2,67 i el nombre mitjà de persones que vivien en cada família era de 3,08.
Per edats la població es repartia de la següent manera: un 21,5% tenia menys de 18 anys, un 11,8% entre 18 i 24, un 22,2% entre 25 i 44, un 31,3% de 45 a 60 i un 13,2% 65 anys o més.
L'edat mediana era de 40 anys. Per cada 100 dones de 18 o més anys hi havia 93,2 homes.
La renda mediana per habitatge era de 31.875$ i la renda mediana per família de 36.406$. Els homes tenien una renda mediana de 28.750$ mentre que les dones 28.750$. La renda per capita de la població era de 13.156$. Entorn del 25% de les famílies i el 25,9% de la població estaven per davall del llindar de pobresa.

## Poblacions més properes
El següent diagrama mostra les poblacions més properes.